# Megas XLR
Megas XLR är en amerikansk animerad TV-serie skapad av Jody Schaeffer och George Krstic för Cartoon Network och sändes i programblocket Toonami mellan 2004 och 2005.